# Vásárhelyi János (püspök)
Vásárhelyi János (Maroscsúcs, 1888. június 12. – Kolozsvár, 1960. december 11.), református lelkész, az Erdélyi református egyházkerület püspöke 1936-tól haláláig, egyházi író.

## Életútja
A marosvásárhelyi Református Kollégiumban érettségizett, a kolozsvári Református Teológián 1912-ben szerzett lelkészi oklevelet. Közvetlen utána Besztercére hívták meg lelkipásztornak, onnan ment nyugat-európai tanulmányútra (Berlin, Jéna, Weimar, Strasbourg, Bázel, Genf). 1918-tól Dés, 1921-től Kolozsvár-Alsóváros egyházközségének lelkésze, egyben az egyházmegye esperese is, később egyházkerületi főjegyző, 1936-tól az Erdélyi református egyházkerület püspöke. Püspökségének 1945 utáni szakaszában a kommunista hatalommal való viszonyában a „modus vivendi”-t kereste, jó kapcsolatokat tartva fenn az államhatalom legfőbb képviselőivel, elsősorban Petru Groza miniszterelnökkel, majd államelnökkel. Ebből következően „tekintélye – amint azt Tőkés István megállapítja – bizonyos féket jelentett” az egyházat minden eszközzel betörni kívánó kommunista hatalmi túlkapásokkal szemben (A romániai református egyház élete. 147).
Egyházi és közéleti írásait az Egyházi Figyelő, Harangszó, Lelkipásztor, Az Út, Magyar Dal, Magyar Nép, Egyházi és Iskolai Lap, Pásztortűz, Székely Napló közölte. Állandó cikkírója volt a két legnagyobb erdélyi lapnak: az Ellenzéknek és a Keleti Újságnak, 1915–18 között szerkesztője a Besztercei Magyar Hírlapnak, 1929–37 között felelős szerkesztője a Református Szemlének, valamint a Kolozsvári Református Egyházközség Reformátusok Lapja c. hivatalos havi közlönyének. Számos prédikációja nyomtatásban is megjelent.
Politikai területen elnöke volt az OMP kolozsvári szervezetének, 1940-ig szenátor a román parlamentben, majd 1945 után a román Nagy Nemzetgyűlésben, haláláig. Noha jól beszélt angolul, franciául, németül és románul is, parlamenti felszólalásain anyanyelvét használta. A Kemény Zsigmond Társaságnak tagja, a Károli Gáspár Irodalmi Társaságnak elnöke, az EME választmányának tagja volt.

## Kötetei
- Képek Jéna és Bázel egyházi életéből (Beszterce, 1914)
- Alkoholkérdés és család (Beszterce, 1914)
- Magyar hazaszeretet (Beszterce, 1915)
- Tompa Mihály (Beszterce, 1916)
- A társadalmi jótékonyság munkaprogramja (Beszterce, 1917)
- Beszédek és imák (Dés, 1918)
- Az ifjúsági egyesületek munkaterve (Zilah, 1922)
- Lelki vigasz (Kolozsvár, é. n.)
- Hittem, azért szólottam (Kolozsvár, 1923)
- Bizonyosságtétel (Torda, 1925)
- Megvigasztalva vigasztalni (temetési beszédek, Kolozsvár, 1926)
- Tudom, kinek hittem (egyházi beszédek, Kolozsvár, 1927)
- Kálvin (Kolozsvár, 1928)
- A mi istentiszteletünk (Kolozsvár, 1929)
- Jobban tiéd, Uram (egyházi beszédek, Kolozsvár, 1930)
- Az Úr színe előtt (a református lelkipásztor imakönyve, Kolozsvár, 1930)
- Református élet (Kolozsvár, 1931)
- A mi hitünk (egyházi beszédek, Kolozsvár, 1931)
- Az élet útja (Kolozsvár, 1936)
- Erdélyi Emlékkönyv. Akik előttünk jártak (Kolozsvár, 1942)
- Az egyház és a mai idők kérdései (Kolozsvár, 1945)
- A mi egyházunk (Kolozsvár, 1945)
- Mit ad az én egyházam? (Kolozsvár, 1945)
- Az idő határán (tanulmányok többekkel, Kolozsvár, 1946)
- A Jelenések könyve és a református egyház (Kolozsvár, 1946)
- Bibliaolvasó kalauz 1946-ra (Kolozsvár, 1946)
- Erdélyi református püspökök az utolsó évszázadban (Kolozsvár, 1946)
- És éltek. Két beszéd a nagyenyedi és a gyulafehérvári templomban (Kolozsvár, 1946)
- Kegyelemből, hit által (egyházi beszédek, László Dezsővel, Kolozsvár, 1947; 2. kiad. Nagyenyed, 1948)
- A lelki édesanya, az Anyaszentegyház imádságra tanít (Kolozsvár, 1948)
- Egyengessétek az Ő ösvényeit (prédikációvázlatok, h. n.)
- Református ágendáskönyv (Kolozsvár, 1950)
- A lélek gyümölcse (egyházi beszédek, Kolozsvár, 1953)
- A feltámadás (húsvéti prédikáció, Kolozsvár, 1957)